# Алан (ім'я)
А́лан (англ. Alan) — чоловіче ім'я, поширене в західноєвропейських країнах. Його не слід змішувати з осетинським ім'ям Алан, яке має іранське походження.

## Етимологія
Згідно з основною версією, це ім'я має кельтське походження і порівнюється з ірл. Ailín, значення якого не ясне: можливий зв'язок з ail («скеля, камінь»), álaind («гарний», «красний»), валл. alan («олень») або брет. alan («лисиця»).
Це ім'я є канонічним у католицизмі, бо його носили кілька святих (латинізована форма Alanus): св. Алан (лат. St. Alanus) — єпископ Кемпера — і св. Аллен (англ. St. Allen; варіанти — св. Аллан, St. Allan, св. Еліан, St. Elian).
У кельтських країнах і областях, поряд з формою Alan, вживаються і питомі форми: ірл. Ailín («Алін»), шотл. гел. Aluinn («Аллун»), брет. Alaon, Alon («Алаон», «Алон»), валл. Alun, Alyn («Алін»), корн. Allun («Аллун»), менс. Aleyn, Aland («Ален», «Аланд»).

## Іменини
- За католицьким календарем — 25 листопада, 27 і 31 грудня[4].

## Відомі носії
- Алан Рікман — британський теле- та кіноактор. Найбільш відомий роллю Северуса Снейпа у серії фільмів про Гаррі Поттера
- Алан Тюрінг — англійський математик, логік і криптограф
- Алан Александр Мілн — британський письменник
- Алан Пінкертон — американський підприємець, один із перших детективів США.